# ФК Херенвен
Спортски клуб Херенвен (хол. Sportclub Heerenveen) холандски је фудбалски клуб из Херенвена. Такмичи се у Ередивизији. Игра на стадиону Абе Ленстра капацитета 27.224 места. Клуб је основан 1920. године. У овом клубу је поникао, или се афирмисао, велики број садашњих и бивших фудбалских звезда међу којима су Руд ван Нистелрој, Клас-Јан Хунтелар, Алфонсо Алвес, Миралем Сулејмани и многи други.

## Титуле
- Ередивизија
  - другопласирани (1): 1999/00.
- Куп Холандије
  - освајач (1): 2008/09.
  - финалисти 2): 1992/93, 1996/97.